# Västtimor
Västtimor, västra delen av ön Timor, förutvarande nederländsk besittning (ingick i Nederländska Indien, nuvarande Indonesien). Västtimor är sedan Indonesiens frigörelse från Nederländerna en del av den indonesiska provinsen Östra Nusa Tenggara (Nusa Tenggara Timur). Dess huvudort är Kupang, Västtimors största stad. Västtimor gränsar till den självständiga republiken Östtimor, som också innehar enklaven Oe-Cusse Ambeno.